# Алиса (группа)
«Али́са» — советская и российская рок-группа, образованная в 1983 году в Ленинграде. Одна из самых популярных групп русского рока. Лидер и автор большинства песен «Алисы» — Константин Кинчев. Конкретный жанр музыки «Алисы» менялся с годами: от лёгкой «новой волны» в середине 1980-х к более тяжёлому хард-року, а в 2000-е появилось влияние метала.
Первые три альбома группы — «Энергия» (1985), «Блок ада» (1987) и «Шестой лесничий» (1989) являются платиновыми (тираж более 1 миллиона копий). Также два альбома группы установили рекорды по сумме сборов среди всех краудфандинговых проектов России: «Эксцесс» был рекордсменом в 2016—2018 годах (11,3 млн рублей), «Посолонь» удерживает рекорд с 2019 года (17,4 млн рублей).
В 2004 году читатели «Комсомольской правды» назвали «Алису» самой влиятельной группой русского рока.

## История

### Создание группы
Рок-группа «Алиса» образовалась в апреле 1983 года в Ленинграде, после распада группы «Хрустальный Шар», лидером которой был Святослав Задерий. Клавишник Павел Кондратенко порекомендовал ему объединить усилия с гитаристом группы «Демокритов колодец» Андреем Шаталиным.

Шаталин был такой — «Железный дровосек» — совершенно спокойный, очаровательный мужчина. Он мне импонировал больше всех в этой группе — а они играли в стиле «Boston», довольно жёстокую (жесткую или жестокую??) музыку. И было видно, что от Шаталина там основная энергия и идёт. Несмотря на то, что он сам по себе скромный и спокойный…

Святослав Задерий переманил Андрея Шаталина в свою группу («Демокритов колодец» после этого распадается), барабанщиком стал Михаил Нефёдов, игравший с Задерием в «Хрустальном шаре». Стать вокалистом Задерий пригласил своего знакомого Петра Самойлова, лидера распавшейся к тому времени студенческой группы «Золотое время». Затем Задерий взял в группу саксофониста Бориса Борисова, что задело Петра Самойлова, который в своё время не принял Борисова в «Золотое время». В итоге Самойлов из группы ушёл, а Борисов по совместительству стал ещё и вокалистом.
У участников новоиспечённой группы неизбежно встал вопрос о музыкальном направлении, который разрешил Задерий:

«Ситуация была такая: Шаталин любит „Бостон“, „хард-рок“, „Дип Пёпл“. Паша Кондратенко — более мягкую музыку, я увлекался психоделическими сложными штуками, поэтому вроде бы сначала произошла несостыковка, но потом я их уговорил <…> : ребята, почему бы нам, собственно, не сойти с ума, и не начать изначально — с хаоса? Давайте не будем задаваться вопросом — что мы будем играть, а просто будем играть и чувствовать гармонию того, кто играет дальше. То есть принцип был очень простой, и постепенно мы составили „хаосную“ программу — „Синтезатор Сладострастия“».
Первым серьёзным проектом, вынесенным группой на суд зрителей II-го фестиваля Ленинградского рок-клуба, стала программа «Кривозеркалье». Именно во время этого выступления будущий фронтмен группы Константин Кинчев в первый раз услышал «Алису». Из записей, сделанных в студии Выборгского ДК в Ленинграде зимой 1984 года и на концертах в ДК им. Газа и в Выборге весной 1984 года, в 1997 году был скомпилирован одноименный диск.

### Приход Константина Кинчева

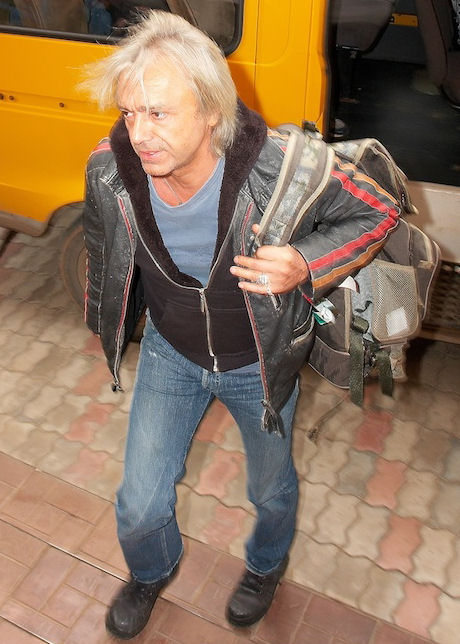
Константин Кинчев

Широкая популярность пришла к группе после их выступления в ленинградском рок-клубе, где были исполнены песни «Мы вместе» и «Моё поколение», написанные пришедшим в группу в 1984 году новым вокалистом Константином Кинчевым. Немного позднее эти песни стали «молодёжными гимнами». Экспрессивные выступления Кинчева в сценическом гриме производили большое впечатление на публику, по воспоминаниям Джоанны Стингрей:

«Алиса» играла энергичный хард-рок, но в то же время динамичный и мечтательный, как будто верхом на драконах в город въехали Black Sabbath. Сам Костя был нечто среднее между Билли Айдолом и Фредди Меркьюри, только ростом поменьше их обоих. Его харизма выплёскивалась со сцены в зал и обволакивала буквально каждое сердце. Скрещённые на груди руки, раскачивающаяся в такт музыке из стороны в сторону фигура и особенно глаза в тяжёлом чёрном гриме завораживали.

В 1985 году был выпущен на кассетах первый альбом «Алисы» — «Энергия», появившийся впоследствии и в виде пластинки. Запись альбома была сделана в студии Андрея Тропилло в 1985 году. В фонограмме звучат фрагменты произведений Шарля Бодлера, Михаила Булгакова, Николая Гоголя, Николая Островского. Песни «Экспериментатор» и «Мы вместе» с этого альбома «Энергия» стали первыми хитами группы.
В 1985 году группа «Алиса» снялась в телефильме «Переступить черту», а в 1987 году на экраны вышел фильм Валерия Огородникова «Взломщик», где Константин Кинчев сыграл роль второго плана (брат главного героя).

### После ухода Задерия
В 1986 году группу покинул её создатель Святослав Задерий. Кинчев остался единоличным лидером «Алисы», в то время как Задерий создал группу «Нате!».
В 1987 году вышел альбом «Блок Ада», записанный за три ночи во время фестиваля «Рок-Нива» и ставший основой для концертной программы. Там же написана песня «Тоталитарный рэп». Константин Кинчев о записи альбома:
Как вообще получилась эта запись? Она получилась совершенно неожиданно, спонтанно. Просто Тропилло организовал фестиваль в Шушарах, и туда была подогнана из Москвы, передвижная студия, не помню, как она называлась, во главе с Виктором Гладковым - замечательным звукорежиссёром, с которым мы там познакомились. Состав к тому времени был постоянный, то есть это Шаталин, Нефёдов, Кондратенко, Самойлов и я. Вот. И мы за два дня эту "БлокАду" записали, ну прямо на сцене ДК в Шушарах. Да и всё, всё прописали. Потом там дописывал саксофон дядя Миша Чернов, потом Мурзик играл на клавишах в одной песне, из Корпуса-2 трубач играл, не помню, как зовут. Вот, по-моему, и всё. И мы за два или три дня записали. И потом за один день свели, потому он такой сырой, совершенно плохо сыгранный, но я его люблю, вот и всё собственно, что я могу сказать по поводу записи альбома «Блок ада».
Фестиваль «Рок-Нива» был организован звукорежиссёром Андреем Тропилло с 16 по 22 мая 1987 года с целью записать и отснять как можно больше материала. Ему удалось пригнать в Шушары лучшую в Союзе передвижную студию звукозаписи MCI (она же «Тонваген») и передвижную телестудию ПТС из Эстонии. Решением властей видеосъёмка в последний момент была отменена. Снять в итоге удалось лишь небольшую часть выступления на ручную камеру (известна видеозапись исполнения песни «Солнце за нас»).
Предположительно, что именно с фестиваля в Шушарах началась дружба Константина Кинчева и Юрия Шевчука. В программе «Нашего радио» «Летопись» Константин Кинчев вспоминал, что впервые представил публике «Тоталитарный рэп» за кулисами фестиваля в Шушарах, районе, известном своей колонией строгого режима. Музыканты праздновали день рождения Юрия Шевчука (16 мая 1987 года, 30-летие музыканта), который представил коллегам новую песню «Революция». В ответ лидер «Алисы» прочитал свой рэп. Константин Кинчев:
Не помню я, когда мы с ним познакомились. Был вот момент, что мы в Шушарах. Вот там первое совместное распитие и произошло, у Шевчука был день рождения. Да, вот, когда фестиваль этот был, мы сидели в беседке с Рикошетом, подошёл Шевчук, сказал, что у него день рождения, проставился, у нас с Рикошетом тоже с собой было. И мы замечательно выпили, потом даже... что-то нахулиганили. Шевчук тогда написал песню «Революция», кстати, мне она очень нравится до сих пор, а я тогда написал «Тоталитарный рэп». Вот так мы, так сказать, делились.
Альбом, по мнению Константина Кинчева, в отличие от «Энергии», уже достоверно передавал состояние группы. На новом альбоме впервые ярко выразился индивидуальный стиль текстов Константина. Песня «Красное на чёрном» стала главным хитом альбома и «визитной карточкой» группы, а также определила фирменные цвета «Алисы» и её поклонников («красно-чёрных»). Песня «Стерх», написанная Кинчевым весной в 1987 году, со временем также стала весьма популярной, хотя её намеченная презентация на знаменитом V фестивале рок-клуба не состоялась. В книге Н. А. Барановской рассказано, что после основного выступления на фестивале Кинчев хотел представить публике только что написанного «Стерха»:
Костя принес текст на "литовку" перед V фестивалем. Он хотел спеть "Стерха" еще там, на концерте в ЛДМ. Закончил программу и пошел за кулисы за акустической гитарой - песня была совсем новая и в "электричестве" еще не сделана.А тут ведущий возьми да и объяви: "Алиса" закончила свое выступление.

- После этого выходить было глупо, - говорил он потом в ответ на вопрос, почему не спел на фестивале "главную" песню.
В том же году Константин Кинчев принял участие в исполнении песни «Комсомольский билет» с альбома «Гласность» группы «Объект насмешек».
Осенью 1987 года разгорелся скандал «Дело Кинчева», из-за чего «Алисе» пришлось давать подпольные акустические концерты.
В течение 1988 года группа записывает альбом «Шестой лесничий». В это время по протекции Юрия Наумова в группу приходит молодой гитарист-виртуоз Игорь Чумычкин. Летом того же года «Алиса» отыграла выступление на VI фестивале ленинградского рок-клуба, снятом компаний «Русское видео», и на рок-концерте во Дворце Спорта в Киеве, в котором также принимали участие «ДДТ», «Чёрный кофе», Ольга Кормухина и «Наутилус Помпилиус». А в 1989 году группа поехала в США с концертной программой «Красная волна».
В 1989 году «Алиса» записала альбом «Ст. 206 ч. 2», переполненный вызывающими текстами, в которых обсуждались, в основном, проблемы жёсткой цензуры в Советском Союзе. Мастер-диск альбома был утерян и был найден только в 1994 году. Тогда же альбом и был издан. Весной 1989 в группе появился новый клавишник Андрей Королёв, а следом вернулся и удовлетворённый сольной карьерой Шаталин, который теперь делил гитарные партии с Чумычкиным. Группа после долгих усилий записывает и в 1989 году выпускает альбом «Шестой лесничий». В сентябре 1989 года группа выступает на фестивале «Монстры рока СССР».

### 1990-е
Осенью 1990 года «Алиса» представила в Москве новую концертную программу «Шабаш», которая легла в основу одноимённого альбома. Коллектив находится на пике известности, создаётся фан-клуб «Армия Алиса». 12 апреля 1993 года, вскоре после выхода альбома «Для тех, кто свалился с Луны», Игорь Чумычкин кончает жизнь самоубийством, и эта утрата становится тяжелейшей для группы. Около года группа не даёт концертов, оправляясь от потрясения, после чего записывает памяти музыканта альбом «Чёрная Метка». В 1997 году коллектив записывает альбом «Дурень», в который вошёл новый хит «Трасса Е-95».
В нулевые годы в песнях Константина Кинчева основной стала тема православия, что определило новый виток развития «Алисы». В ноябре 2003 года группу покинули её основатели, гитарист Андрей Шаталин и барабанщик Михаил Нефёдов. Звучание коллектива стало современным и заметно утяжелилось, а новые альбомы стали выходить практически ежегодно. В 2018 году группа «Алиса» отпраздновала своё 35-летие масштабным концертным туром.
В 1991 году Константин получил музыкальную премию «Овация» в номинации «Лучший рок-певец». Альбом «Шабаш» (1991) считается первым концертным альбомом в русском роке. В него вошли 8 новых песен, написанных после 1988 года, и 7 избранных хитов, написанных ранее. Презентация альбома была большим событием. «Шабаш» посвящён близкому другу Константина Кинчева Александру Башлачёву, который погиб 17 февраля 1988 года. Само название альбома состоит из двух слогов его имени и фамилии (СаШАБАШлачёв).
«Шабаш» считается первым концертным двойником в истории отечественной рок-музыки
а сам Константин Кинчев в 1996 году назвал его лучшим альбомом группы.
В 1992 году 26 сентября Константин Кинчев принял православие. С этого времени тема Бога и веры стала занимать нарастающее место и в его творчестве. До крещения Кинчев носил крест в ухе, но после повесил его на грудь.
«Для тех, кто свалился с Луны» (1993) стала последней студийной работой с участием Игоря Чумычкина, и он сыграл на ней большинство гитарных партий. После презентации альбома он покончил жизнь самоубийством.
Альбом «Чёрная Метка» (1994) вышел уже после гибели Игоря Чумычкина и посвящён его памяти. Jazz (1996) сделан в стиле рок-фьюжн, а в текстах присутствует ненавязчивая философская тематика. В следующем году вышел альбом «Дурень». Большой популярностью в нём пользовалась песня «Трасса Е-95».

### 2000-е
В 2000 году Кинчев был обвинён рядом журналистов в фашизме, за использование левостороннего коловрата на обложке альбома «Солнцеворот». В ответ на это Константин много раз объяснял, что этот символ — это символ схождения Святого Духа, и даже хотел выпускать альбом с наклейкой с цитатой из песни «Тоталитарный рэп» — «… я просто Антифашист!».
Группа выпускает альбомы «Солнцеворот» (2000), «Танцевать» (2001). Начиная с альбома «Сейчас позднее, чем ты думаешь» (2003) звучание группы радикально утяжеляется, православная тематика Константина Кинчева проходит в текстах песен как основная тема. В конце 2003 года группу покидают её основатели — Михаил Нефёдов и Андрей Шаталин. На их место, в группу вливаются Игорь Романов (гитара) и Андрей Вдовиченко (ударные). Следующие альбомы «Изгой» (2005), «Стать Севера» (2007), концертный сборник «Звезда по имени „РОК“» (2007), «Пульс хранителя дверей лабиринта» (2008) сыграны в той же тематике. В сборник 2007 года вошли песни с альбомов «Шабаш», «Изгой», «Сейчас позднее, чем ты думаешь», «Для тех, кто свалился с луны», «Дурень» и «Шестой лесничий», а также песни В. Цоя «Спокойная ночь» и «Песня без слов».
В 2009 году Кинчев спродюсировал, а музыканты «Алисы» записали большинство партий первой части трибьюта «Выход Дракона» памяти музыканта «Рикошета» из группы «Объект насмешек».

### 2010-е

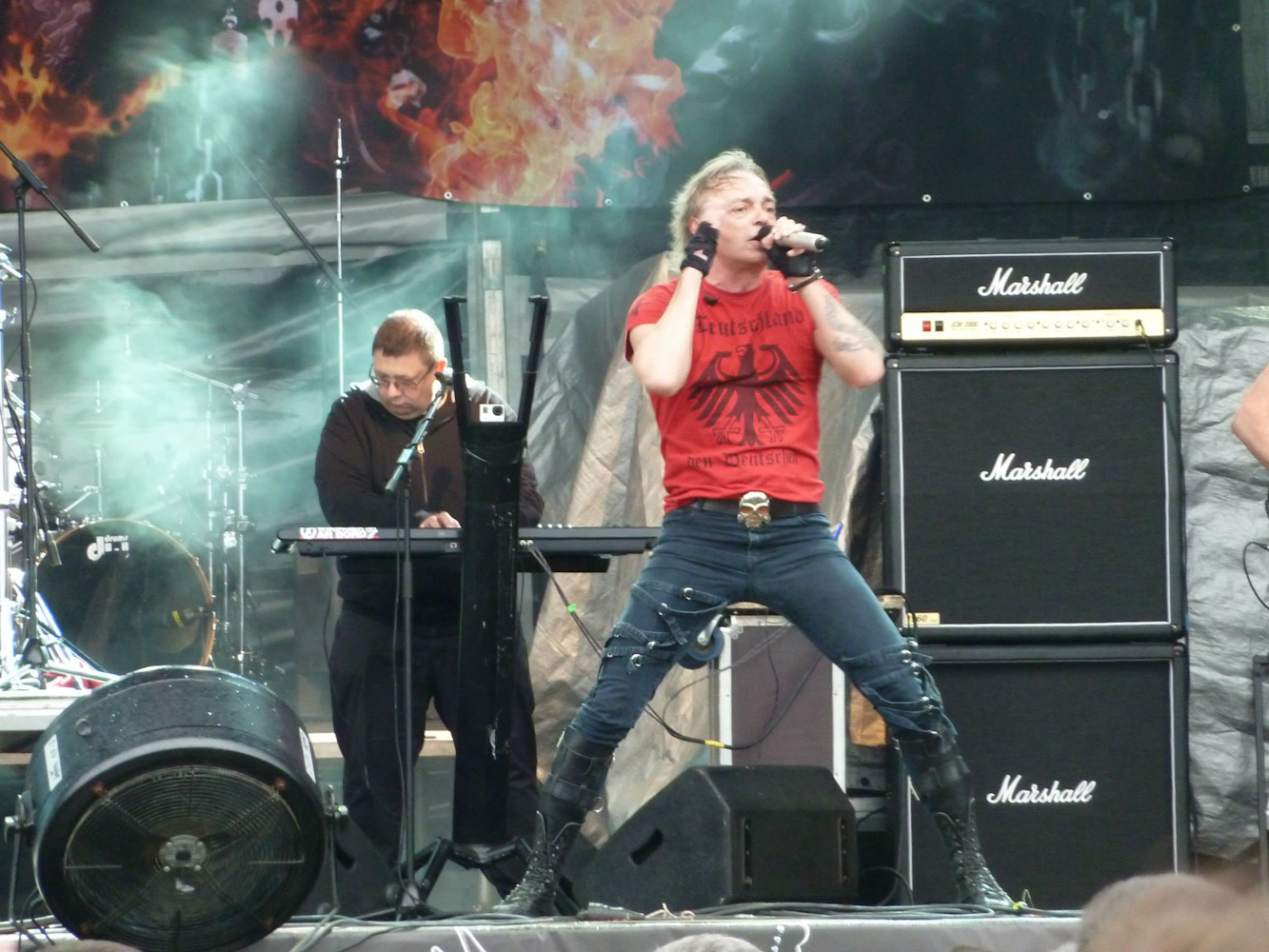
Алиса, Каварна рок фест 2013

6 мая 2011 года скончался основатель группы Святослав Задерий.
25 сентября 2011 года «Алиса» выпустила новый альбом. Альбом «20.12» стал уже семнадцатым студийным диском группы «Алиса». По словам директора группы, «в новом альбоме группа попыталась совместить свой уже накопленный опыт с поисками новой эстетики».
Во время выступления группы в Саратове в 2011 году лидер группы Константин Кинчев высказался против власти Владимира Путина, а также призвал идти на митинг жителей города.
«Ъ» (2010) и «20.12» (2011) наполнены размышлениями об окружающем мире и православная тематика отходит на второй план.
В том же году в футболках с надписью «Православие или смерть!» вместе со своими музыкантами давал интервью и неоднократно появлялся на своих концертах лидер группы «Алиса» Константин Кинчев, так объяснив смысл, который он вкладывает в это изречение: «Для меня в этом нет ничего своеобразного. Просто я вспоминаю слова чтимого мною святого Феофана Затворника. Он говорил: „Не знаю, как кому, а мне без православия не спастись“. Я всего лишь повторяю эти слова».
В июне 2012 года музыканты приняли участие в первом рок-фестивале «Остров» (Архангельск), а спустя год вновь сорвали шквал оваций на главной сцене фестиваля.
29 сентября 2012 года состоялся релиз очередного студийного альбома «Алисы» «Саботаж» — уже 18-го по счёту. Песня «Саботаж» успешно участвовала в хит-параде «Чартова дюжина», дойдя до первого места и продержавшись в чарте 13 недель. В первую неделю продаж альбом пользовался самой большой покупаемостью в России. В 2013 году в честь 30-летия группы был запланирован выход нового альбома. Он вышел в свет в 2014 году.
14 марта 2013 года на официальном веб-сайте группы «Алиса» опубликована претензия Константина Кинчева к статье в газете «Коммерсантъ», опубликованной журналистом Алексеем Любимовым. В комментариях к данной статье опубликованной на веб-сайте газеты, Годфруа де Монмирай поддерживал автора статьи, обвиняя Кинчева в фашизме. В своей претензии лидер «Алисы» потребовал в срок до 23 марта 2013 года выпустить опровержение к статье, которая, по словам Кинчева, не соответствует действительности и порочит его честь и достоинство. Однако руководство газеты претензию отклонило.

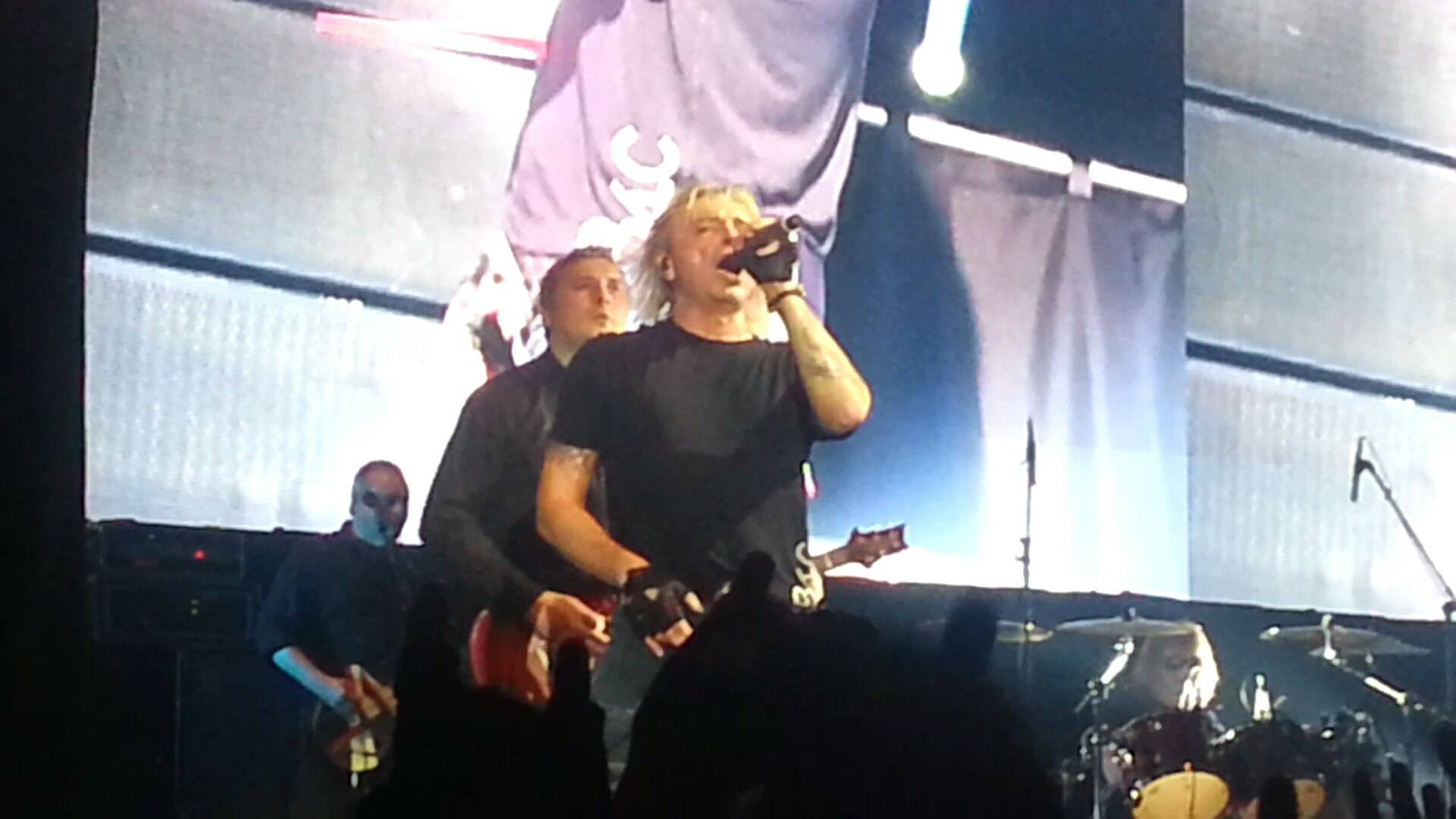
Группа во время юбилейного тура в Москве
(СК Олимпийский)

Осенью 2013 года «Алиса» отправилась в тур, посвящённый тридцатилетию группы. Музыканты должны были побывать в тридцати пяти городах России, Украины и Белоруссии, однако, из-за Евромайдана группа сначала перенесла, а затем и вовсе отменила все украинские концерты.
В 2014 году вышел альбом «Цирк», презентация которого прошла во многих городах России.
Двадцатый альбом «Эксцесс», вышел в свет в сентябре 2016 года и впервые в истории группы был записан с привлечением краудфандинга.
20 марта 2018 года, в официальных сообществах группы «Алиса», в социальных сетях Facebook и Вконтакте, появилась информация, что гитарист Игорь Романов «покидает коллектив после почти пятнадцатилетнего сотрудничества», а уже на следующий день стало известно имя нового гитариста — им стал Павел Зелицкий, мульти-инструменталист, создатель собственного коллектива PZ3O, автор музыки к ряду кинофильмов.
6 сентября 2019 года состоялся релиз альбома Посолонь. Как и предыдущий, он был издан с помощью краудфандинга. На запись пластинки была собрана рекордная для России сумма 17,4 млн рублей.
14 октября 2019 года в официальном Инстаграме группы было объявлено, что Евгений Лёвин покидает группу и новым гитаристом группы становится бывший гитарный техник Александр Пьянков.

### 2020-е
Летом 2021 года появилась информация о «подпольных» концертах «Алисы» «без тестов ПЦР и ковид паспортов». По некоторым сведениям, приглашения на мероприятия, запланированные на 9 и 10 июля в «Лендоке», рассылались в мессенджере «Telegram» в условиях строгой конспирации. Стоимость билета составляла 5000 рублей (деньги принимались только наличными), в зале была запрещена фото- и видеосъёмка. В связи с полученными сведениями, Комитетом по культуре Санкт-Петербурга была организована проверка. Официально проведение концерта так и не было подтверждено, однако из-за отсутствия разрешительной документации на «съёмки» компании-арендатору площадки грозил административный штраф.
1 февраля 2022 года Константин Кинчев объявил о начале записи нового двойного альбома «Дудка», который выйдет с помощью краудфандинга. До 1 сентября у слушателей была возможность предварительного заказа релиза.
13 ноября 2023 года в возрасте 63 лет скончался экс-гитарист и один из основателей группы Андрей Шаталин.
В 2024 году группа заявила о готовящемся двадцать третьем альбоме, под названием «Гойда», предзаказ на который музыканты открыли первого февраля. Заявлено, что туда войдут 16 новых песен группы.

## «Армия АлисА»

### История
Идея создания фан-клуба «Армия Алиса» принадлежит Константину Кинчеву, о чём он рассказал в средствах массовой информации. Это произошло после выхода в свет альбома «Шабаш». К этому моменту по стране набралось уже достаточно поклонников «Алисы», и они были готовы объединиться. Первоначально фан-клуб содействовал приобретению атрибутики группы, кроме этого фанам были предоставлены некоторые льготы при посещении концертов.
В 1991—1992 годах фан-клубом и группой издавалась газета «Шабаш» на средства Константина Кинчева и Петра Самойлова. В это же время на радиостанции «SNC» выходила в эфир еженедельная часовая программа «Армия Алиса». И газета, и радиопередача долго не просуществовали, поскольку являлись некоммерческими проектами.
В 1993 году фан-клуб вместе с группой терпит кризис, вызванный смертью Игоря Чумычкина. В это же время становится понятно, что сама структура клуба требует переработки.
В 1995 году происходит «второй призыв», после которого «Армия Алиса» существенно сдвинула приоритеты, уделив больше внимания не самому клубу и его структуре, а рядовым армейцам, или, как говорил Кинчев, «из ряда вон выходящим».

### Наши дни

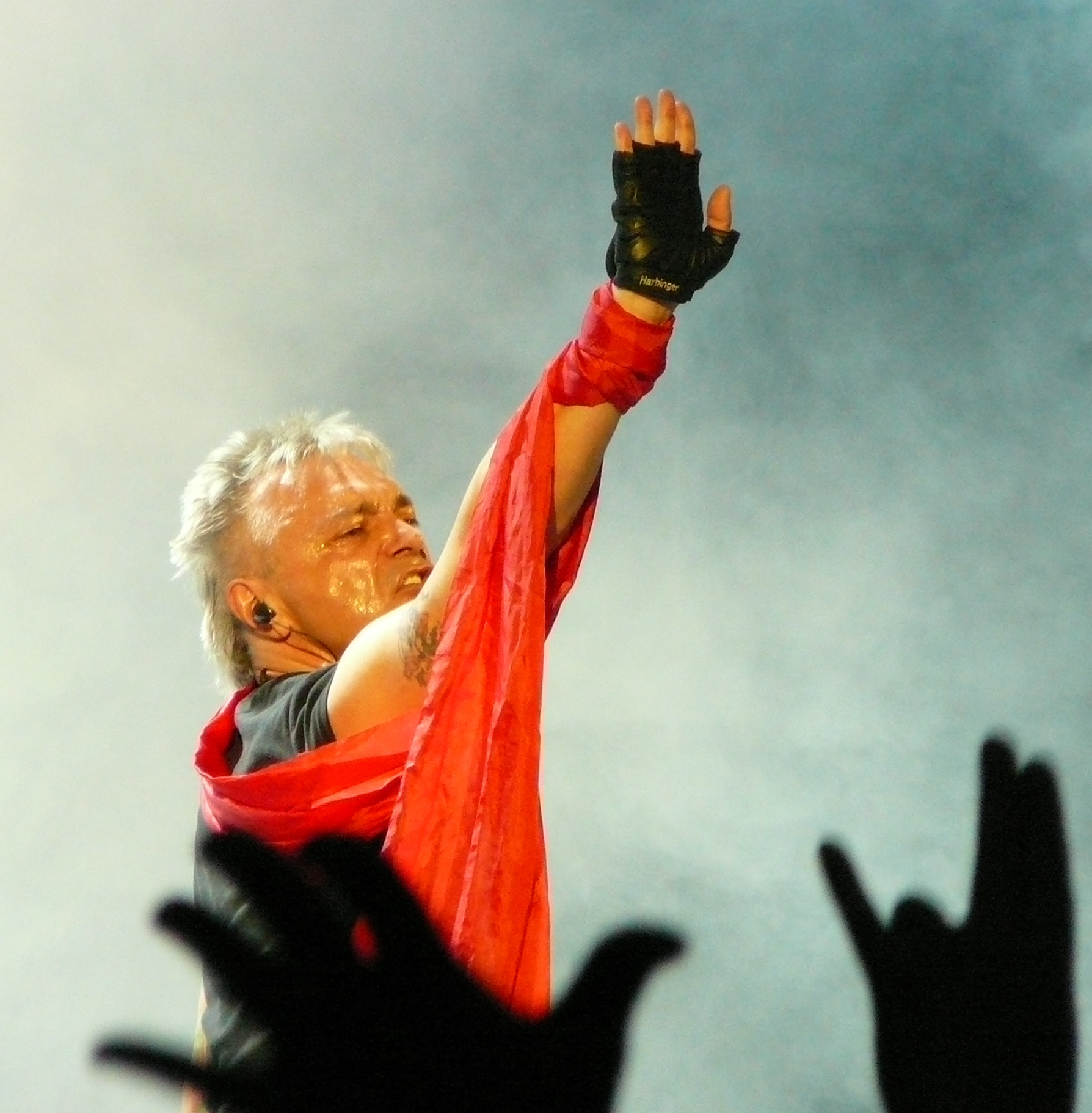
Константин Кинчев (концерт группы «Алиса» в Казани 2 мая 2010 года)

Появление официального сайта группы alisa.net в 1996 году и популяризация Интернета способствовали переходу фан-клуба на качественно новый уровень. В настоящий момент «Армия Алиса» не является организацией в буквальном понимании этого слова, в которую можно «вступить», или в которую могут «принять». «Армия Алиса» — это все те, кто любит «Алису», кто неравнодушен к проблемам, которые затрагиваются в песнях группы, кто стремится объединяться, общаться, обмениваться информацией. Представители фан-клуба — совершенно разные по возрасту и социальному положению люди, о чём косвенно можно судить по посетителям концертов группы.
Фан-клуб не имеет какой-либо четкой организации, однако степень объединённости его членов достаточно высока. Многие армейцы знают большое количество других представителей клуба, как из родного города, так и из других городов. Большая часть членов клуба посещает все домашние концерты группы, также массовое распространение имеет посещение выездных концертов «Алисы» («выездо́в», как говорят алисоманы, специально делая неправильное ударение), что стало чем-то наподобие традиции или даже субкультуры. Многие алисоманы считают большое количество выездов достижением.
Существует также ряд обществ — обособленных подразделений «Армии», таких как петербургская «Красно-чёрная сотня» и «Черепа», а также московская «Армия жизни», а также выездная организация «R.B.S. (Red-Black Support)». Члены этих обществ занимаются различной деятельностью, так или иначе связанной с «Алисой», — например, распространением атрибутики.

## Состав группы
- Константин Кинчев — вокал, дополнительная гитара, автор музыки и текстов (1984—наши дни), студийные клавишные (2010—наши дни)
- Пётр Самойлов — вокал (1983), гитара (1985—1986), бас-гитара, бэк-вокал, акустическая гитара, соавтор музыки и текстов (1986—наши дни)
- Дмитрий Парфёнов — клавишные, музыкальное программирование, гитара, бэк-вокал (2000—наши дни)
- Андрей Вдовиченко — ударные (2003—наши дни)
- Павел Зелицкий — гитара, бэк-вокал (2018—наши дни)
- Александр Пьянков — гитара (2019—наши дни)

### Бывшие участники
- Борис Борисов — саксофон, вокал (1983—1984)
- Святослав Задерий — вокал, бас-гитара (1983—1986), умер в 2011
- Андрей Шаталин — гитара (1983—1985, 1986—1988, 1989—2003), умер в 2023[52][53]
- Павел Кондратенко — клавишные (1983—1988)
- Михаил Нефёдов — барабаны (1983—2003)
- Александр Журавлёв — саксофон (1987—1988)
- Игорь Чумычкин — гитара, бэк-вокал (1988—1993; умер в 1993)
- Андрей Королёв — клавишные, бэк-вокал (1989—1993)
- Александр Пономарёв — гитара (1997—1998), умер в 2020
- Игорь Романов — гитара (2003—2018)
- Евгений Лёвин — гитара (1998—2019)

## Дискография

### Студийные альбомы
- 1985 — «Энергия»
- 1987 — «Блок ада»
- 1989 — «Шестой лесничий»
- 1989 — «Ст. 206 ч. 2»
- 1991 — «Шабаш»
- 1993 — «Для тех, кто свалился с Луны»
- 1994 — «Чёрная метка»
- 1996 — «Jazz»
- 1997 — «Дурень»
- 2000 — «Солнцеворот»
- 2001 — «Танцевать»
- 2003 — «Сейчас позднее, чем ты думаешь»
- 2005 — «Изгой»
- 2007 — «Стать Севера»
- 2008 — «Пульс хранителя дверей лабиринта»
- 2010 — «Ъ»
- 2011 — «20.12»
- 2012 — «Саботаж»
- 2014 — «Цирк»
- 2016 — «Эксцесс»
- 2019 — «Посолонь»[54]
- 2022 — «Дудка»
- 2024 — «Гойда»

### Альбомы, выпущенные С. Задерием
- 1984 — «Кривозеркалье»
- 1986 — «Поколение X»
- 1986 — СашБаш и АлисА — «Чернобыльские Бобыли на краю света»

### Концертные альбомы
- 1995 — «Акустика. Часть 1»
- 1995 — «Алиса на Шаболовке»
- 1996 — «Акустика. Часть 2»
- 1998 — «Пляс Сибири на берегах Невы»
- 2000 — «Акустика. Часть 3»
- 2002 — «Акустика. Часть 4»
- 2005 — «Мы вместе XX лет»
- 2007 — «Звезда по имени „Рок“»
- 2022 — «Дудка (Live, 19.11.2022)»
- 2022 — «Акустика. Подполье» (4 части)
- 2024 — «XXXX Live, 10.11.2023, ДС Юбилейный»

### Сборники
- 1996 — «Легенды русского рока. АлисА»
- 2000 — «Энциклопедия Российского рока. АлисА»
- 2000 — «Звёздная серия»
- 2002 — «Иди ко мне»
- 2001 — «МР3 Collection. АлисА»
- 2001 — «Grand Collection. АлисА»
- 2003 — «Тринадцать»
- 2003 — «Театр теней»
- 2008 — «Лучшие лирические песни»
- 2009 — «Лучшее» («Часть первая» и «Часть вторая»)
- 2012 — «Лучшая коллекция. АлисА»
- 2014, 2015 — «Лучшее за 30 лет» (2 части)

### Синглы
- 1987 — «Миньон»
- 1995 — «Jazz»
- 2003 — «Без креста»
- 2005 — «Синий предел»
- 2006 — «Рок-н-ролл — это…»
- 2010 — «Ъ»
- 2016 — «2016»
- 2018 — «Москва»
- 2019 — «Пуля»
- 2022 — «Страх и контроль»
- 2023 — «Риск»

### Композиции в сборниках
- 1986 — «Red Wave» (5 песен)
- 1988 — «Ленинградский рок-клуб» (1 песня)
- 1989 — «Льдинка (Музыкальный Клуб „Крестьянки“)» (1 песня)
- 1989 — «De Lenine A Lennon» (1 песня)
- 1989 — «Epoka Dla Nas» (1 песня)
- 1990 — «Ленинградский фестиваль рок-музыки (6-й рок-фестиваль)»  (1 песня)
- 1991 — «Однажды в Рок-клубе»  (1 песня)
- 1991 — «Рок против террора» (2 песни)
- 1991 — «10 лет Питерскому рок-клубу»  (1 песня)
- 1993 — «Greenpeace Rocks»  (1 песня)
- 1994 — «Песни для Тани М. Мир сказак»  (1 песня)
- 1995 — «Мы идём на Восток» (1 песня)
- 1996 — «Дядя Миша In Rock» (1 песня)
- 1996 — «Странные скачки» (трибьют В. Высоцкому, 1 песня)
- 1996 — «Live Радио 101» (1 песня)
- 1996 — «Maxidrom II» (1 песня)
- 1997 — «Maxidrom III» (1 песня)
- 1997 — «101 Хит. Выпуск 3» (1 песня)
- 1999 — «Мир в наших руках» (1 песня)
- 2000 — «Postальбом» (трибьют А. Крупнову, 2 песни)
- 2000 — «Maxidrom VII» (1 песня)
- 2001 — «20 лет Питерскому рок-клубу» (1 песня)
- 2002 — «XXXL 7 Рок» (1 песня)
- 2003 — «Мой друг — музыкант» (трибьют Д. Романову,1 песня)
- 2004 — «Крылья 2004» (1 песня)
- 2005 — «Rock СОЮЗ № 1» (1 песня)
- 2010 — «Никита Зайцев: Послезвучие» (альбом-посвящение Н.Зайцеву, 1 песня)
- 2014 — «Спасём мир» (трибьют В. Цою, 1 песня)
- 2014 — «Серебро и слёзы» (трибьют А. Башлачёву, 1 песня)

### Сольные альбомы
- 1984 — Константин Кинчев — «Нервная ночь»
- 1980-е — Пётр Самойлов — «Эклектика»
- 1998 — Константин Кинчев и Рикошет — «Геополитика»
- 2006 — Игорь Романов — «Сновидения»
- 2013 — Игорь Романов — «Паранойя»
- 2021 — Константин Кинчев — «Белый шум»

### Кавер-версии

#### Песни
- Песня Александра Башлачёва «Мельница»
- Песня Александра Аксёнова «Дух»
- Песня Дюши Романова «Ком с горы»
- Песня Майка «Старые раны»
- Песня группы «Калинов Мост» «Честное слово»
- Песни группы «Кино» «Песня без слов», «Спокойная ночь» и «Транквилизатор»
- Песня группы «Машина времени» «Чёрно-белый цвет»
- Песня группы «Наутилус Помпилиус» «Отход на север»
- Песня группы «Ночной проспект» «Знаки (Осень)»
- Песня группы «Пикник» «Ночь»
- Песня на стих Владимира Высоцкого «Ямщик»
- Песни на стихи Анатолия Крупнова «Илья» и «Мой мир»
- Песня на стих Су Ши «Лодка»
- Песня на стих Алексея Толстого «Суд»
- Песня группы Black Sabbath «NIB», в исполнении Алисы — «Аккумулятор»
- Песня группы Unheilig «Für Immer», в исполнении Алисы — «2012»

#### Кооперации
- 2009 — «Выход Дракона», трибьют Рикошету и группе «Объект насмешек». Кинчев выступил продюсером трибьюта, а музыканты «Алисы» записали большинство партий[28]

## Видеоклипы
- 1985. «Меломан». Режиссёр — Джоанна Стингрей
- 1987. «Мы вместе». Режиссёр — Джоанна Стингрей
- 1987. «Экспериментатор», 2 варианта Режиссёр — Джоанна Стингрей
- 1989. «Аэробика». Режиссёр — Константин Эрнст
- 1994. «Паскуда». Режиссёр — Виталий Мухаметзянов
- 1994. «Атеист». Режиссёр — Максим Масальцев
- 1994. «Белая невеста». Режиссёр — Олег Флянгольц
- 1996. «Дождь». Режиссёр — Максим Масальцев
- 1996. «Лунный вальс». Режиссёр — Максим Масальцев
- 1997. «Трасса Е-95». Режиссёр — Андрей Лукашевич
- 2000. «Рождество». Режиссёр — Максим Масальцев
- 2001. «Веретено». Режиссёр — Максим Масальцев
- 2001. «Мы держим путь в сторону леса». Режиссёр — Максим Масальцев
- 2003. «Небо славян». Режиссёр — Олег Флянгольц
- 2003. «Родина». Режиссёр — Олег Флянгольц
- 2005. «Рок-н-Ролл крест». Режиссёр — Виктор Придувалов
- 2007. «На пороге неба». Режиссёр — Карен Оганесян
- 2008. «Власть». Режиссёр — Олег Флянгольц
- 2010. «Жизнь струны». Режиссёр — Сергей Петрусь (полуофициальный)
- 2017. «Дети последних дней». Режиссёр — Мария Румянцева (неофициальный)
- 2017. «Нае@али» (неофициальный) «канал (Дмитрий Ви)»
- 2018. «Работа». Режиссёр — Светлана Анучкина
- 2018. «Шабаш». Режиссёр — Светлана Анучкина
- 2019. «Акробаты снов». Режиссёр — Анна Цуканова-Котт
- 2022. «Страх и контроль»
- 2022. «Я был вчера убит»
- 2022. «Взрыв (Все по швам)»
- 2022. «Всем гАреть»

## В кинематографе
| Год  |   | Название          | Роль                                                                                 |
| ---- | - | ----------------- | ------------------------------------------------------------------------------------ |
| 1985 | ф | Переступить черту | группа «Бумажный змей»                                                               |
| 1986 | ф | Йя-Хха            | песня «Мое поколение» и участие в джеме с группой Зоопарк: «Песня простого человека» |
| 1986 | ф | Взломщик          | рок-музыкант Костя, старший брат Семёна                                              |